# Aeroporto di Luebo
L'aeroporto di Luebo  (ICAO: FZUN) è un aeroporto nella città di Luebo nella Provincia del Kasai Occidentale, Repubblica Democratica del Congo.